# Apristurus saldanha
Apristurus saldanha és un peix de la família dels esciliorrínids i de l'ordre dels carcariniformes.

## Morfologia
Els mascles poden arribar als 88 cm de longitud total.

## Reproducció
És ovípar.

## Distribució geogràfica
Es troba a les costes de Namíbia i de Sud-àfrica (Cap Occidental i Cap Oriental)